# Eva Puskarčíková
Eva Puskarčíková (* 3. Januar 1991 in Jilemnice, zwischenzeitlich verheiratete Eva Kristejn Puskarčíková) ist eine ehemalige tschechische Biathletin.

## Karriere
Eva Puskarčíková startet für SKP Kornspitz Jablonec. Ihre ersten internationalen Rennen bestritt sie zum Auftakt der Saison 2009/10 im IBU-Cup, wo sie 103. im Sprint von Idre wurde. Im weiteren Saisonverlauf gewann sie in Nové Město na Moravě als 38. eines Sprints erste Punkte. Es ist zugleich die bislang beste Platzierung in der Rennserie. Erstes Großereignis wurden die Biathlon-Juniorenweltmeisterschaften 2011 in Nové Město. Puskarčíková belegte den 62. Platz im Einzel, wurde 23. im Sprint, 15. der Verfolgung und Neunte des Staffelrennens. Es folgten die Junioren-Rennen bei den Biathlon-Europameisterschaften 2011 in Ridnaun, bei denen die Tschechin 32. des Einzels, 24. des Sprints und 21. der Verfolgung wurde. Im weiteren Saisonverlauf nahm sie an den Sommerbiathlon-Europameisterschaften 2011 in Martell teil und wurde bei den Juniorenrennen im Sprint Sechste und gewann in der Verfolgung hinter Jekaterina Smirnowa und Thordis Arnold die Bronzemedaille. Aufgrund der guten Ergebnisse wurde sie für das Mixed-Staffelrennen berufen und gewann an der Seite von Pavla Schorná, Luboš Schorný und Václav Bitala mit Tschechien hinter den Staffeln aus Russland und der Ukraine die Bronzemedaille. Bestes Ergebnis bei den Juniorenrennen der Biathlon-Europameisterschaften 2012 in Osrblie war ein sechster Rang im Einzel.
Ihr erstes Weltcuprennen bestritt Eva Puskarčíková in der Saison 2011/12 beim Staffelrennen in Oberhof. Ihr erstes Einzelrennen folgte erst zwei Jahre später in Hochfilzen, als 38. gewann sie im ersten Rennen bereits Weltcuppunkte. Schon zuvor nahm sie in Bansko an ihren den Biathlon-Europameisterschaften 2013 teil und gewann mit Jitka Landová, Lea Johanidesová und Veronika Zvařičová die Silbermedaille im Staffelrennen. Im Einzel wurde sie 16., 29. im Sprint und 25. der Verfolgung. In Annecy verbesserte sie ihre Bestleistung im Weltcup in einem Sprint auf den 25. Platz.
In der Saison 2016/17 holte sie mit Platz 3 in Oberhof in einem Massenstart die erste Einzelmedaille ihrer Karriere und belegte in derselben Saison auch in Pokljuka in der Verfolgung Platz 3.
Bei den Biathlon-Weltmeisterschaften 2020 in Antholz holte sie mit der Mixed-Staffel die Bronzemedaille.
Nach der olympischen Saison 2021/22 beendete Puskarčíková ihre Karriere als Biathletin.

## Privates
Von Mai 2019 bis 2020 war Eva Puskarčíková mit dem tschechischen Biathleten Lukáš Kristejn verheiratet. In dem Zeitraum trat sie unter dem Doppelnamen Kristejn Puskarčíková an.

## Statistiken

### Weltcupplatzierungen
Die Tabelle zeigt alle Platzierungen (je nach Austragungsjahr einschließlich Olympische Spiele und Weltmeisterschaften).
- 1.–3. Platz: Anzahl der Podiumsplatzierungen
- Top 10: Anzahl der Platzierungen unter den ersten zehn (einschließlich Podium)
- Punkteränge: Anzahl der Platzierungen innerhalb der Punkteränge (einschließlich Podium und Top 10)
- Starts: Anzahl gelaufener Rennen in der jeweiligen Disziplin
- Staffel: inklusive Mixed- und Single-Mixed-Staffeln

| Platzierung              | Einzel | Sprint | Verfolgung | Massenstart | Staffel | Gesamt |
| ------------------------ | ------ | ------ | ---------- | ----------- | ------- | ------ |
| 1. Platz                 |        |        |            |             | 4       | 4      |
| 2. Platz                 |        |        |            |             | 2       | 2      |
| 3. Platz                 |        |        | 1          | 1           | 4       | 6      |
| Top 10                   | 2      | 1      | 5          | 1           | 35      | 44     |
| Punkteränge              | 11     | 32     | 29         | 15          | 46      | 133    |
| Starts                   | 17     | 58     | 35         | 15          | 46      | 171    |
| Stand: 30. November 2020 |        |        |            |             |         |        |

### Olympische Winterspiele
Ergebnisse bei Olympischen Winterspielen:
|                                             | Einzelwettbewerbe | Einzelwettbewerbe | Einzelwettbewerbe | Einzelwettbewerbe | Staffelwettbewerbe | Staffelwettbewerbe |
| Sprint                                      | Verfolgung        | Einzel            | Massenstart       | Damenstaffel      | Mixedstaffel       |                    |
| ------------------------------------------- | ----------------- | ----------------- | ----------------- | ----------------- | ------------------ | ------------------ |
| Olympische Winterspiele 2014 \| Sotschi     | 45.               | 42.               | 22.               | –                 | 3.                 | –                  |
| Olympische Winterspiele 2018 \| Pyeongchang | 43.               | 32.               | 44.               | –                 | 12.                | –                  |

### Weltmeisterschaften
Ergebnisse bei den Weltmeisterschaften:
| Weltmeisterschaften | Weltmeisterschaften | Einzel | Sprint | Verfolgung | Massenstart | Staffel | Mixedstaffel | Single-Mixedstaffel |
| Jahr                | Ort                 | Einzel | Sprint | Verfolgung | Massenstart | Staffel | Mixedstaffel | Single-Mixedstaffel |
| ------------------- | ------------------- | ------ | ------ | ---------- | ----------- | ------- | ------------ | ------------------- |
| 2015                | Kontiolahti         | 24.    | 73.    | –          | –           | 7.      | –            | –                   |
| 2017                | Hochfilzen          | 23.    | 17.    | 31.        | 26.         | 4.      | 7.           | –                   |
| 2019                | Östersund           | 42.    | 59.    | 41.        | –           | 15.     | –            | –                   |
| 2020                | Antholz             | 10.    | 24.    | 44.        | 23.         | 4.      | 3.           | –                   |